# Арасояба
Арасоя́ба (порт. Araçoiába)  —  муниципалитет в Бразилии, входит в штат Пернамбуку. Составная часть мезорегиона Агломерация Ресифи. Входит в экономико-статистический  микрорегион Ресифи.